# جواو ماريا فيريرا دو أمارال الثاني
جواو ماريا فيريرا دو أمارال الثاني (بالبرتغالية: João Maria Ferreira do Amaral‏) هو مهندس برتغالي، ولد في 14 فبراير 1876 في لشبونة في البرتغال، وتوفي بنفس المكان في 11 مارس 1931.